# Эмам Реза (стадион, Мешхед)
Стадио́н Эмам Реза (перс. ورزشگاه امام رضا‎); также называется стадионом «Астан Кодс Резави» (перс. ورزشگاه آستان قدس رضوی‎) — многоцелевой стадион, расположенный во втором по крупности городе Ирана Мешхеде. Вмещает в себя 35 тысяч 800 зрителей. Является седьмым по крупности стадионом Ирана, а также крупнейшим стадионом Мешхеда (до постройки данного стадиона, крупнейшим в городе являлся стадион «Самен», вмещающий 35 тысяч зрителей). Является домашней ареной для некоторых матчей национальной сборной Ирана и футбольного клуба «Падидех». Является частью крупного спортивного комплекса.
Строительство данного стадиона началось в 2011 году, по инициативе иранского благотворительного фонда «Astan Quds Razavi», для популяризации спорта в Мешхеде и в остане Хорасан-Резави. Кроме стадиона, планировалось построить также крупный спортивный комплекс «Astan Quds Razavi». Изначально данный фонд хотел построить лишь спортивный комплекс, но Федерация футбола Ирана обратилась к фонду для постройки и стадиона, который можно было бы использовать в качестве запасного стадиона для национальной сборной Ирана, а также для проведения некоторых финалов Кубка Ирана. Строительство стадиона завершилось в 2016 году, был открыт в том же году. Стадион является одним из самых современных стадионов Ирана.